# Айнез (Кентуккі)
Айнез (англ. Inez) — місто (англ. city) в США, в окрузі Мартін штату Кентуккі. Населення — 546 осіб (2020).

## Географія
Айнез розташований за координатами 37°52′10″ пн. ш. 82°32′23″ зх. д. / 37.86944° пн. ш. 82.53972° зх. д. (37.869342, -82.539801).  За даними Бюро перепису населення США в 2010 році місто мало площу 4,46 км², уся площа — суходіл.

## Демографія
Згідно з переписом 2010 року, у місті мешкало 717 осіб у 312 домогосподарствах у складі 175 родин. Густота населення становила 161 особа/км².  Було 349 помешкань (78/км²).
Расовий склад населення:
| - 99,2 % — білих - 0,4 % — корінних американців - 0,1 % — чорних або афроамериканців |

До двох чи більше рас належало 0,3 %. Частка іспаномовних становила 0,6 % від усіх жителів.
За віковим діапазоном населення розподілялося таким чином: 19,4 % — особи молодші 18 років, 55,9 % — особи у віці 18—64 років, 24,7 % — особи у віці 65 років та старші. Медіана віку мешканця становила 46,1 року. На 100 осіб жіночої статі у місті припадало 76,2 чоловіків;  на 100 жінок у віці від 18 років та старших — 68,5 чоловіків також старших 18 років.
Середній дохід на одне домашнє господарство  становив 35 099 доларів США (медіана — 22 500), а середній дохід на одну сім'ю — 46 592 долари (медіана — 34 000). За межею бідності перебувало 32,0 % осіб, у тому числі 35,5 % дітей у віці до 18 років та 20,6 % осіб у віці 65 років та старших.
Цивільне працевлаштоване населення становило 165 осіб. Основні галузі зайнятості: сільське господарство, лісництво, риболовля — 30,9 %, освіта, охорона здоров'я та соціальна допомога — 27,9 %, роздрібна торгівля — 10,3 %, транспорт — 6,1 %.